# Royal Borough of Kingston upon Thames
Der Royal Borough of Kingston upon Thames [ˈkɪŋstən əˌpɒn ˈtɛmz] ist ein Stadtbezirk von London. Er liegt im Südwesten der Stadt. Den Zusatz „Royal Borough“ (Königliche Gemeinde) trägt der Bezirk deshalb, weil er während des Mittelalters Privateigentum der englischen Könige war. Bei der Gründung der Verwaltungsregion Greater London im Jahr 1965 entstand er aus dem Municipal Borough of Kingston upon Thames, dem Municipal Borough of Malden and Coombe und dem Municipal Borough of Surbiton in der Grafschaft Surrey.
Zwischen 900 und 979 wurden in Kingston sieben angelsächsische Könige gekrönt. Der Krönungsstein ist noch immer erhalten. Zwischen Kingston, Richmond und Roehampton befindet sich der Richmond Park, ein früheres königliches Jagdgebiet.

## Stadtteile

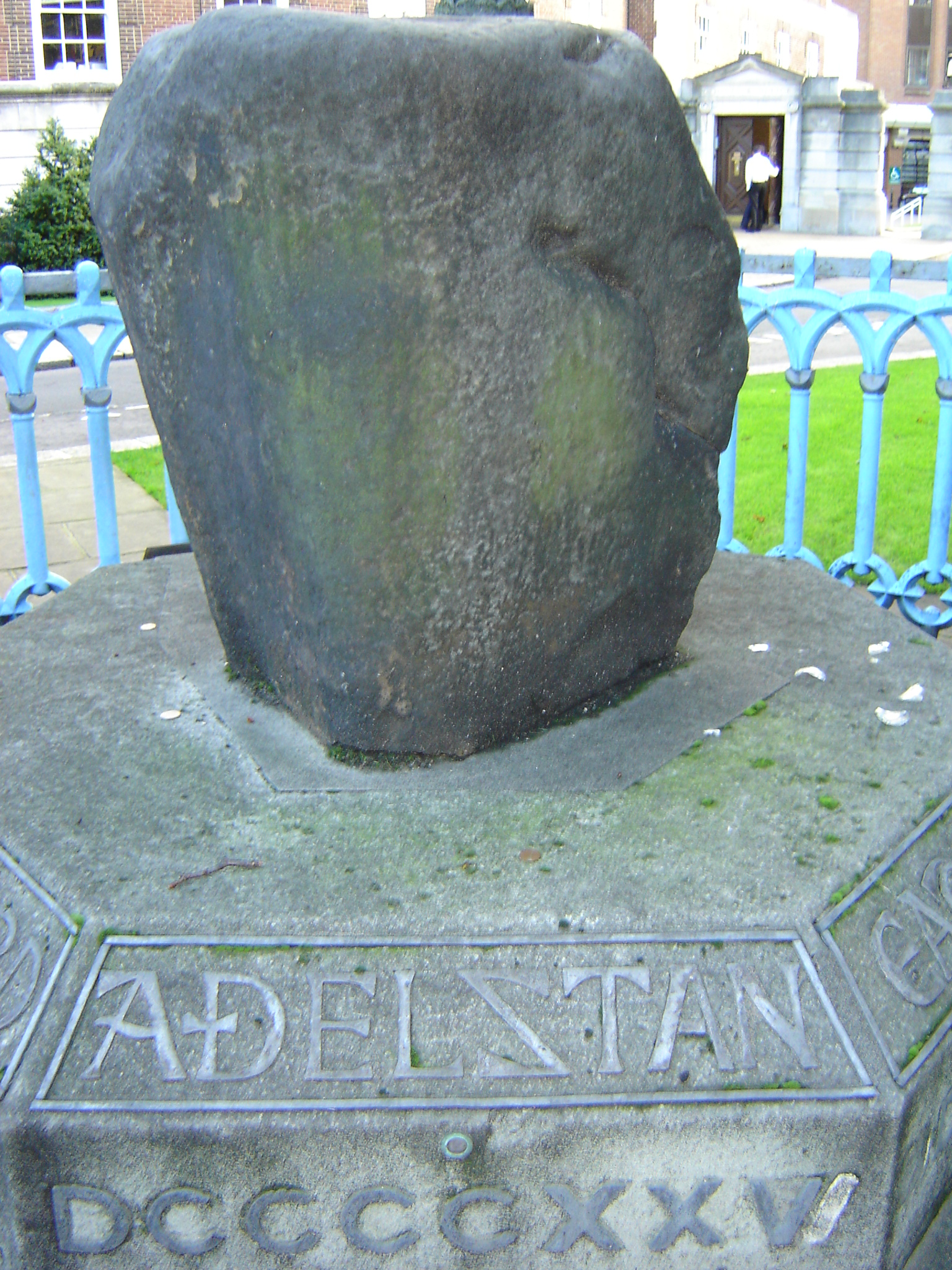
Angelsächsischer Krönungsstein aus Kingston upon Thames, mit dem eingravierten Namen Æthelstan

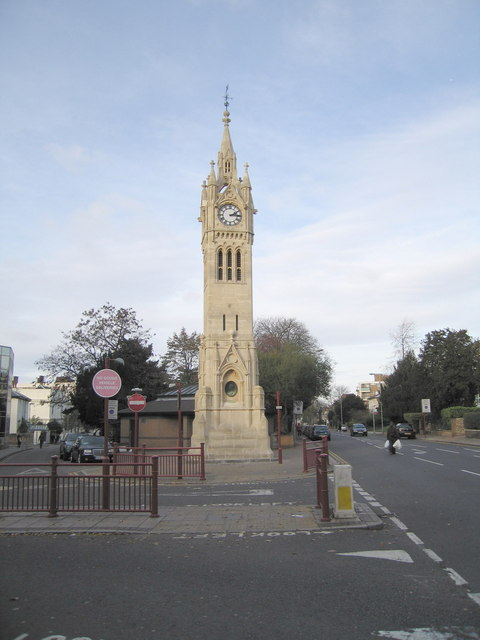
Uhrturm

- Berrylands
- Chessington
- Coombe
- Hook
- Kingston upon Thames
- Kingston Vale
- Malden Rushett
- Motspur Park
- New Malden
- Norbiton
- Old Malden
- Surbiton
- Tolworth

## Bevölkerung
Die Bevölkerung setzte sich 2008 zusammen aus 79,7 % Weißen, 9,6 % Asiaten, 2,4 % Schwarzen und 1,7 % Chinesen.

## Persönlichkeiten
- John Cleland (1709–1789), Schriftsteller
- Louis Jeremiah Abershawe (1773–1795), Straßenräuber
- Henry Christy (1810–1865), Archäologe und Ethnologe
- Eadweard Muybridge (1830–1904), Fotograf
- Henry Edward Detmold (1854–1924), Maler
- Robert T. Gunther (1869–1940), Wissenschaftshistoriker und Museumsgründer
- Harold Bauer (1873–1951), US-amerikanischer Pianist und Musikpädagoge
- Richard Gale (1896–1982), General
- Alexander Grantham (1899–1978), Kolonialbeamter
- Betty Nuthall (1911–1983), Tennisspielerin
- John Cooper (1923–2000), Autokonstrukteur
- Stuart Heydinger (1927–2019), Fotograf
- Terence Conran (1931–2020), Designer, Möbelhändler und Restaurantbesitzer
- David Whitaker (1931–2012), Komponist
- John E. Roberts (1939–2015), theoretischer Physiker und Mathematiker
- Peter King (1940–2020), Jazzmusiker
- Derek Bourgeois (1941–2017), Komponist
- Dave Swarbrick (1941–2016), Folk-Fiedler
- Julia Higgins (* 1942), Ingenieurin
- Nigel Barley (* 1947), Anthropologe
- John Martyn (1948–2009), Singer-Songwriter
- Ray Bellm (* 1950), Autorennfahrer
- Richard Fairbrass (* 1953), Sänger
- Richard Butler (* 1956), Sänger und Songwriter
- Rüdiger Görner (* 1957), Literaturwissenschaftler und Autor
- Jez Alborough (* 1959), Kinderbuchautor und -illustrator
- Edward Highmore (* 1961), Filmschauspieler
- Steven Wilson (* 1967), Musiker, Produzent und Remixer
- Francis Noel Duffy (* 1971), irischer Politiker
- Hilary Jeffery (* 1971), Improvisationsmusiker
- Jonny Lee Miller (* 1972), Schauspieler
- Kelly Reilly (* 1977), Schauspielerin
- Sarah Lindsay (* 1980), Shorttrackerin
- Melanie South (* 1986), Tennisspielerin
- India de Beaufort (* 1987), Schauspielerin
- Benjamin Stone (* 1987), Schauspieler
- Tom Holland (* 1996), Schauspieler
- Emily Arbuthnott (* 1997), Tennisspielerin
- Ben Lane (* 1997), Badmintonspieler
- Patrick Roberts (* 1997), Fußballspieler
- Chris de Sarandy (* 1998), Singer-Songwriter
- Nell Tiger Free (* 1999), Schauspielerin
- Kitty Castledine (* 2002), Schauspielerin
- Alfie Gilchrist (* 2003), Fußballspieler
- Jack Pinnington Jones (* 2003), Tennisspieler